# 珀氏长吻松鼠
珀氏长吻松鼠（学名：Dremomys pernyi）为松鼠科长吻松鼠属的动物。分布于台湾岛以及中国大陆的江西、贵州、安徽、云南、四川、西藏、福建、浙江、湖北等地，常见于常绿阔叶林或针阔混交林或针叶林。该物种的模式产地在四川。

## 亚种
- 珀氏长吻松鼠福建亚种（学名：Dremomys pernyi calidior），Thomas于1916年命名。在中国大陆，分布于江西、安徽、福建、浙江等地。该物种的模式产地在福建挂墩。[3]
- 珀氏长吻松鼠滇南亚种（学名：Dremomys pernyi flavior），G. Allen于1912年命名。在中国大陆，分布于云南（南部）等地。该物种的模式产地在云南蒙自。[4]
- 珀氏长吻松鼠滇西亚种（学名：Dremomys pernyi howelli），Thomas于1922年命名。在中国大陆，分布于西藏、云南（西部）等地。该物种的模式产地在云南腾冲。[5]
- 珀氏长吻松鼠贵州亚种（学名：Dremomys pernyi modestus），Thomas于1916年命名。在中国大陆，分布于贵州等地。该物种的模式产地在贵州绥阳。[6]
- 珀氏长吻松鼠台中亚种（学名：Dremomys pernyi owstoni），Thomas于1908年命名。分布于台湾岛等地。该物种的模式产地在台湾阿里山。[7]
- 珀氏长吻松鼠指名亚种（学名：Dremomys pernyi pernyi），Milne-Edwards于1867年命名。在中国大陆，分布于四川（康定、盐源）、西藏、大理、丽江）、木里、云南（西北中缅等地。该物种的模式产地在四川。[8]
- 珀氏长吻松鼠湖北亚种（学名：Dremomys pernyi senex），G. Allen于1912年命名。在中国大陆，分布于湖北等地。该物种的模式产地在湖北宜昌。[9]